# Aloe (Droge)
Aloe ist eine durch Eindampfen bis zur Trocknung aus dem Blattsaft der Echten Aloe gewonnene pharmazeutische Droge. Auch andere Aloe-Arten, insbesondere Aloe ferox und Aloe succotrina (in Frage kommen auch Aloe africana und Aloe adigratana), wurden früher zur Herstellung des als Aloe bezeichneten eingedickten Saftes verwendet. Der Saft fließt nach dem Abschlagen der Blätter an der Basis der Pflanze spontan aus. Durch langsames, schonendes Eindampfen  an der Sonne oder im Vakuum entsteht der mattbraune Aloe-hepatica-Typ („Leberaloe“), durch rasches, strapazierendes Eindampfen entsteht der tiefbraune, glasige Aloe-lucida-Typ mit glänzenden Bruchflächen.
Als hochwertige Aloe-Sorten galten die gelblich-klare „Aloe cicotrina“ (im Mittelalter und in der Frühen Neuzeit auch aloe succotrina und succotrinum genannt) und „Aloe hepatica“ (auch aloe hepaticum, epaticum und aloepatica genannt), als minderwertige („gefälschte“) schwarze, scheinbar allein für Pferde geeignete Sorte „Aloe caballina“ (auch caballinum).
Die aus der Echten Aloe gewonnene „Curaçao-Aloe“ enthält als wesentlichen Inhaltsstoff den 1,8-Dihydroxyanthracen-Abkömmling Aloin (25 bis 40 %, bzw. 35 bis 38 %), welches ein Diastereomerengemisch aus Aloin A und Aloin B darstellt. Weiterhin enthalten sind die Anthranoide Aloeemodin und Chrysophanol sowie das bitterschmeckende Polyketid Aloeresin (hauptsächlich Aloeresin B). Charakteristisch ist das Vorkommen von 7-Hydroxyaloin A und B, das der Abgrenzung gegenüber der „Kap-Aloe“, gewonnen aus Aloe ferox, dient. Aloinoside fehlen weitgehend.
Das in der Aloe enthaltene Aloin wirkt stark abführend, weswegen standardisierte Aloe bzw. deren Zubereitungen zur kurzfristigen Behandlung gelegentlich auftretender Obstipation (Verstopfung) verwendet werden kann. Bei längerer Einnahme von Aloe kann es zu Störungen im Wasser- und Elektrolythaushalt kommen, insbesondere zu Kaliumverlusten. Im Urin können Eiweiß und Blut auftreten (Proteinurie, Hämaturie). Bei Überdosierung kommt es zu Vergiftungserscheinungen, die sich in krampfartigen Schmerzen und schweren Durchfällen äußern, die zu lebensbedrohlichen Elektrolyt- und Wasserverlusten führen können. Auch Nephritis (Nierenentzündung) ist beschrieben. Die therapeutische Bedeutung der „Aloe“ ist zurückgegangen vor dem Hintergrund, dass es besser verträgliche Stoffe gibt.